# Gino Raya
Gino Raya (Mineo, 25 giugno 1906 – Roma, 2 dicembre 1987) è stato un critico letterario e filosofo italiano.

## Biografia
Laureato a Catania, già all'età di 18 anni pubblicava saggi ed articoli che lo portarono poi a fondare la rivista Ebe con direttore Vitaliano Brancati.
A soli 23 anni iniziò la sua carriera di docente d'italiano e latino presso il liceo Garibaldi di Palermo e il Gulli e Pennisi d'Acireale; negli anni Cinquanta continuò a insegnare nei licei (in Sicilia e in seguito a Roma, al Liceo classico statale Dante Alighieri) per poi diventare docente di lingua e letteratura italiana nelle università di Catania e di Messina.
Creatore della teoria del famismo che si rifaceva alla corporeità ed escludeva ogni forma di metafisica, faceva derivare ogni azione e reazione, comprese le opere letterarie, dalla fame, interpretata come una sorta di pulsione originaria, in analogia con la libido freudiana. Il suo radicale materialismo si traduceva in una visione coerentemente biologistica delle azioni umane e delle opere artistiche, che venivano interpretate come prodotti della trasposizione dell'impulso "fagico", unico motore dell'intera realtà.

Nel 1956 fondò la rivista Narrativa, che dieci anni dopo cambiò titolo in Biologia culturale. In essa sono apparse schede "fisiologiche" di lettura in chiave famistica di celebri scrittori italiani e stranieri; tale teoria gli procurò diverse inimicizie nel mondo letterario.
Egli collaborò anche ad altri giornali e riviste, fra cui Il giornale d'Italia, La Sicilia, Otto-Novecento, La fiera letteraria, Fermenti e Netum, rivista mensile d'arte e cultura, fondata e diretta da Biagio Iacono in Noto (SR).

Gino Raya fu soprattutto un profondo conoscitore di Verga e del verismo, e il Comune di Catania nel 1964 gli conferì il premio "Verga". 
Morì a Roma nel 1987.

## Opere
- Gino Ferretti / di Gino Raya Bologna: Cappelli, [19..]
- Epigrammi e novellette galanti, poemetti / Filippo Pananti; con introduzione di Gino Raya Catania: Libreria Tirelli, 1927
- L'estetica italiana dopo Croce / Gino Raya Catania: Libreria Tirelli di F. Guaitolini, 1927 (Catania: C. Di Benedetto)
- Magia senza incantesimi / G. Raya Catania: [s.n.], 1927
- Il culto di S. Agata in Malta / Gino Raya [S.l. : s.n., 1928?]
- Poeti licenziosi : saggi critici su Luigi Tansillo, Giorgio Baffo, Anonimo Napolitano, Domenico Tempio, Filippo Pananti / Gino Raya Catania: Libreria Tirelli di F. Guaitolini, 1928
- Storia nova : poemetto scatologico ignorato / Anonimo Napolitano; con introduzione di Gino Raya Catania: Guaitolini, 1928
- Poeti del Rinascimento : saggi critici su Lorenzo il Magnifico, Lodovico Ariosto, Lorenzo Veniero, Luigi Tansillo, Torquato Tasso / Gino Raya Catania: F. Guaitolini, 1929
- Saggio critico sui proverbi in facetie di messer Antonio Cornazano Catania: Libr. Tirelli di F. Guaitolini, 1929, C. Di Benedetto
- Giulio Bertoni : linguaggio e poesia / Gino Raya Rieti: Bibliot. editr., 1930
- Benedetto Croce, Giovanni Pascoli : studio critico / Gino Raya [S.l. : s.n., 1931?]
- L'estetica del Flora / Gino Raya [S.l. : s.n., 1931?]
- Masuccio salernitano / Gino Raya Catania: Libreria Tirelli di F. Guaitolini, 1931
- Mirra : Tragedia in Cinque atti / Vittorio Alfieri; a cura di Gino Raya Milano: Vallardi, 1931
- Tanto gentile e tanto onesta pare Cremona: [s.n.], 1931
- Letteratura pedologica : saggi critici su Collodi, Edmondo De Amicis, Luigi Capuana, G. E. Nuccio, Grazia Ferretti Sinatra, Grazia Deledda / Gino Raya Catania: Studio editoriale moderno, 1932
- Lirici del cinquecento : antologia con introduzione e commento / Gino Raya Milano; Genova; Roma, 1933
- Dalle origini all'Umanesimo / Gino Raya Milano [etc.] : Dante Alighieri, 1935 (Città di Castello: Tip. S. Lapi)
- Francesco De Sanctis / Gino Raya Palermo: F. Ciuni, 1935
- Dal Rinascimento all'Arcadia / Gino Raya Milano [etc.] : Dante Alighieri, 1936 (Città di Castello: Tip. S. Lapi)
- Dal rinnovamento al Fascismo / Gino Raya Milano [etc.] : Dante Alighieri, 1938 (Città di Castello: Tip. S. Lapi)
- Ottocento letterario : studi e ricerche / Gino Raya Palermo: F. Ciuni, 1939
- Vocazione pastorale di G. Meli / Gino Raya [S.l. : s.n., 1941?]
- Stendhal / Gino Raya Modena: Società tipografica modenese, editrice in Modena, 1943
- Penne del novecento : Saggi critici su G. Salvadori, N. Vaccaluzzo, A. Godoy / Gino Raya, Catania: Prampolini, 1948
- Il romanzo / di Gino Raya Milano: Vallardi, [1950]
- Storie / Gino Raya Milano: Ceschina, 1952
- Romantici francesi : saggi e traduzioni / Gino Raya Firenze: F. Le Monnier, 1953
- Storia della letteratura italiana / Gino Raya Milano: Carlo Marzorati, 1953
- Arte e morale / Gino Raya [S.l. : s.n., 1954?]
- Poeta con balia / Gino Raya [S. l. : s. n., 1956?]
- Ottocento inedito : Coffa, Amari, Onufrio, Rapisardi, Dossi, Verga, Capuana, De Roberto, D'Annunzio / Gino Raya Roma: Ciranna, 1960
- Un secolo di bibliografia verghiana / Gino Raya Padova: CEDAM, 1960
- La fame : filosofia senza maiuscole / Gino Raya; prefazione di Luigi Volpicelli Padova: Amicucci, 1961
- La lingua di Verga / Gino Raya Firenze: Le Monnier, 1961
- Ottocento letterario : studi e ricerche / Gino Raya Padova: CEDAM, 1961
- Lettere a Dina / Giovanni Verga Roma: M. Ciranna, 1962
- La lingua del Verga / Gino Raya Firenze: F. Le Monnier, 1962
- Che cos'è la donna Roma: M. Ciranna, 1963
- Che cosa è la critica fisiologica / Gino Raya Roma: Ciranna, [1964?]
- Penne del Novecento : saggi di critica fisiologica / Gino Raya Padova: CEDAM, 1964
- Al Digamma cottage / Gino Raya [Roma: s. n., 1965?]
- L'amore come antropofagia / Gino Raya Roma: Ciranna, 1965
- Dalla Controriforma al Novecento / Gino Raya Roma: Ciranna, stampa 1965
- L'arte come danza Roma: Editrice Ciranna, 1966
- Collodi / Gino Raya Roma: Ciranna, stampa 1966
- I Malavoglia di Giovanni Verga : riassunti, personaggi, giudizio, antologia critica Roma: Ciranna, 1967
- Mastro don Gesualdo di Giovanni Verga : riassunto, personaggi, giudizio, antologia critica Roma: Ciranna, 1967
- Il problema dei giovani / Gino Raya Roma: Ciranna, [1968?]
- Luigi Capuana : ad uso dei concorsi: scuola materna, magistrale, direttore didattico / Gino Raya Roma: Ciranna, stampa 1969
- L'arte di uccidere Roma: Ciranna, 1970
- Capuana e D'Annunzio Catania: N. Giannotta, 1970
- Giovanni Verga / Gino Raya Roma: Ciranna, stampa 1970
- Lettere d'amore / Giovanni Verga; a cura di Gino Raya Roma! : Tindalo, c1970
- Bibliografia verghiana : (1840-1971) / Gino Raya Roma: Ciranna, 1972
- La duchessa di Leyra : romanzo / iniziato da G. Verga; compiuto da Gino Raya Roma: La Fiera letteraria, 1973
- Lettere a Luigi Capuana / Giovanni Verga ; a cura di Gino Raya Firenze: Le Monnier, 1975
- Storie / Gino Raya Milazzo: Spes, 1976
- Tre vinti : La duchessa di Leyra, L'onorevole Scipioni, L'uomo di lusso / Gino Raya; inizio e titoli di G. Verga Roma: La Fiera letteraria, stampa 1976
- La donna e mobile? / Gino Raya Milano: Pan, 1979
- Lettere a Paolina / Giovanni Verga; a cura di Gino Raya Roma: Fermenti, 1980
- Eros verghiano / Gino Raya Roma: Ed."Fermenti", 1981
- Verga e il cinema / Gino Raya Roma: Herder, 1984
- Verga e i Treves / [a cura di] Gino Raya Roma: Herder, 1986
- Carteggio Verga-Monleone / Gino Raya Roma: Herder Editore, 1987
- Verga e gli avvocati /a cura di Gino Raya Roma: Herder, 1988
- Vita di Giovanni Verga / Gino Raya Roma: Herder, 1990